# Сальван Джорджес
Сальван Джорджес (англ. Salwan Georges; нар. м. Багдад, Ірак) — американський фотожурналіст, лавреат та фіналіст Пулітцерівської премії.
Світлина, яка була зроблена на Одеському залізничному вокзалі стала однією з кращих у 2022 році за версією газети «The Guardian» та була обрана до списку «100 найкращих фотографій 2022 року» за версією журналу «Time».

## Життєпис
Закінчив Оклендський університет у Рочестері, штат Мічиган (бакалавр журналістики). Працював штатним фотографом у Detroit Free Press. Нині — у The Washington Post.
Фотографії публікувалися в New York Times, Washington Post, USA Today, The Telegraph, The Intercept та Detroit Free Press.
Роботи про близькосхідні громади в США виставлялися в Арабському національному музеї США та були додані до колекції Бібліотеки Конгресу США у Вашингтоні.

## Відзнаки та нагороди
- лавреат Пулітцерівської премії (2020) за пояснювальну журналістику[2];
- фіналіст Пулітцерівської премії (2020) за громадську діяльність[2];
- фіналіст Пулітцерівської премії (2019) за пояснювальну журналістику[2];
- Фотограф року (2021) за версією Pictures of the Year International[2];
- фіналіст премії Джеральда Лоеба (2020) за міжнародний бізнес-репортаж[2];
- переможець White House News Photographers Association (2019, 2020)[2];
- 30 нових та перспективних фотографів, за якими варто стежити (2017) за версією Photo District News[5];
- лавреат премії «Еммі» (2017)[2];
- Мультимедійний фотограф року Асоціації пресових фотографів Мічигану (2016)[2].